# 須佐本町中継局
須佐本町中継局（すさほんまちちゅうけいきょく）は、かつて山口県萩市にあったテレビ中継局である。

## 概要
当中継局は、萩市須佐字本町上に置かれ、高山（須佐田万川中継局）からの電波が届きにくい須佐中心部をカバーしていた。しかし、ケーブルテレビ（萩ケーブルネットワーク）の普及や受信環境の整備により、2000年代前半に廃止された。

## 中継局概要（廃止時点）
| 放送局名    | チャンネル | 空中線電力          | ERP  | 放送対象地域 | 放送区域内世帯数 | 偏波面   | 廃止年月日   |
| ----------- | ---------- | ------------------- | ---- | ------------ | ---------------- | -------- | ------------ |
| NHK山口総合 | 47ch       | 映像100mW /音声25mW | 不明 | 山口県       | 不明             | 水平偏波 | 2000年代前半 |
| NHK山口教育 | 51ch       | 映像100mW /音声25mW | 不明 | 全国         | 不明             | 水平偏波 | 2000年代前半 |
| KRY山口放送 | 49ch       | 映像100mW /音声25mW | 不明 | 山口県       | 不明             | 水平偏波 | 2000年代前半 |

- tysテレビ山口とyab山口朝日放送にはチャンネルが割り当てられていなかった。